# هیلی میلز
هیلی میلز (انگلیسی: Hayley Mills؛ زادهٔ ۱۸ آوریل ۱۹۴۶) هنرپیشه و خواننده اهل انگلستان است. وی از سال ۱۹۴۷ میلادی تاکنون مشغول فعالیت بوده‌است.

## بخشی از فیلمشناسی
- خلیج ببر (۱۹۵۹)
- پولیانا (۱۹۶۰)
- دام والدین (۱۹۶۱)
- گربه جاسوس (۱۹۶۵)
- شب بی‌پایان (۱۹۷۲)
- ملاقات با مرگ (۱۹۸۸)
- فاستر (۲۰۱۱)
- آخرین قطار برای کریسمس (۲۰۲۱)
- تله (۲۰۲۴)